# Кремасканська республіка
Кремасканська республіка (італ. Repubblica Cremasca) або Креманська республіка (італ. Repubblica di Crema) — одна з так званих французьких «сестринських республік», створена у березні 1797 року після окупації міста Крема в Ломбардії революційними військами Першої французької республіки.

## Історія
Місто Крема та його околиці (провінція Кремаска, розташована на північ від провінції Кремона) були захоплені Венеційською республікою ще 1449 року під час Ломбардських війн і з того часу перебували в складі венеційської Тераферми більше трьох століть. Провінція управлялась венеційськими подеста (губернаторами). 28 березня 1797 року загін драгунів французької революційної армії увійшов у місто, не зустрівши жодного опору і заарештував останнього венеційського управителя, герцога Зан Баттіста Контаріні.
Багатовікове панування Венеційської республіки припинилося: зображення Лева Святого Марка були видалені, семінарія, а також релігійні ордени та їх монастирі закриті (монастирі Сант-Агостіно, Сан-Франческо, Сан-Доменіко, пізніше використовувалися як казарми), коштовності церков і епархій конфісковані, суд інквізиції скасовано.
Для управління містом було сформовано новий муніципалітет, який складався переважно з дрібних землевласників і місцевої знаті. Вони проголосили нову Кремасканську республіку, яка контролювала місто та території, що раніше належали до венеційської провінції Кремаска.

## Муніципалітет

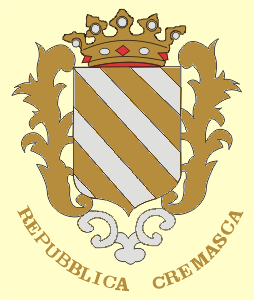
Герб муніципалітету

Нова республіка, якою керував Загальний комітет оборони під головуванням маркіза Фортунато Гамбаццокка з Агостіно Бенвенуті, мала недовге життя. Через три тижні після заснування вона була таємно призначена для нової маріонеткової держави Ломбардії за Леобенським перемир'ям. Лише через три місяці — фактично — 29 липня 1797 року, її територію було включено до митного кордону Цизальпійської республіки та юридично приєднано до неї згідно з Кампо-Формійським мирним договорм. Територія була включена до короткочасного департаменту Адда, потім до Альто По.
Нині територія колишньої Кремасканської республіки відноситься від муніципалітету Спіно д'Адда (схід) до муніципалітету Кастеллеоне.